# Tajik League 2005
De Tajik League 2005 is het veertiende seizoen van het voetbalkampioenschap van Tadzjikistan (Ligai olii Toçikiston).
Het hoogste niveau bestaat uit tien voetbalclubs en er wordt gevoetbald van het voorjaar tot en met het najaar. Titelhouder van vorige seizoen is Regar-TadAZ Toersoenzoda.

## Stand
| Pos | Team                     | Wed | W  | G | V  | Ptn | DV | DT | +/− |
| --- | ------------------------ | --- | -- | - | -- | --- | -- | -- | --- |
| 1   | Vakhsh Qurghonteppa (C)  | 18  | 15 | 2 | 1  | 47  | 41 | 12 | +29 |
| 2   | Regar-TadAZ              | 18  | 13 | 3 | 2  | 42  | 46 | 9  | +37 |
| 3   | Aviator Bobojon Ghafurov | 18  | 10 | 4 | 4  | 34  | 38 | 20 | +18 |
| 4   | CSKA Dushanbe            | 18  | 9  | 1 | 8  | 28  | 31 | 23 | +8  |
| 5   | Khujand                  | 18  | 8  | 3 | 7  | 27  | 28 | 19 | +9  |
| 6   | Hima Dushanbe            | 18  | 6  | 5 | 7  | 23  | 29 | 29 | 0   |
| 7   | CSKA Pamir Dushanbe      | 18  | 5  | 4 | 9  | 19  | 30 | 36 | −6  |
| 8   | Ansol Kulob              | 18  | 4  | 5 | 9  | 17  | 21 | 29 | −8  |
| 9   | Saroykamar               | 18  | 3  | 2 | 13 | 11  | 18 | 55 | −37 |
| 10  | Danghara (R)             | 18  | 2  | 1 | 15 | 7   | 11 | 61 | −50 |

## Topscores
| Rank | Spelers            | Club                | Doelpunten |
| ---- | ------------------ | ------------------- | ---------- |
| 1    | Akhtam Khamrakulov | Vakhsh Qurghonteppa | 12         |
| 1    | Nazir Rizomov      | Vakhsh Qurghonteppa | 12         |
| 3    | Sukhrob Khamidov   | Regar-TadAZ         | 11         |

1992 · 1993 · 1994 · 1995 · 1996 · 1997 · 1998 · 1999 · 2000 · 2001 · 2002 · 2003 · 2004 · 2005 · 2006 · 2007 · 2008 · 2009 · 2010 · 2011 · 2012 · 2013 · 2014 · 2015 · 2016 · 2017 · 2018 · 2019 · 2020 · 2021 · 2022 · 2023 · 2024 · 2025
Chatlon · 
Choedzjand ·
CSKA Pomir · 
Doesjanbe-83 · 
Fajzdjand · 
Istaravshan · 
Istiklol · 
Koektosj Rudaki · 
Lokomotiv Pomir · 
Regar-TadAZ